# 專賣局臺東出張所宿舍
專賣局臺東出張所宿舍，是位於臺灣臺東縣臺東市的兩棟日式宿舍。目前已登錄為臺東縣歷史建築。

## 沿革
專賣局臺東支局為台灣日治時期管理臺東廳專賣事務的機關，該機關於昭和10年（1935年）於臺東街榮町436番地陸續規劃興建官舍，提供給予相關職務人員與眷屬居住。最初規劃了一棟甲種官舍（所長官舍）、三棟兩戶制丙種官舍和兩棟兩戶制的丁種官舍。原所長宿舍原借用臺東信用組合所有的房屋，其新官舍則於昭和12年（1937年）3月完工。另一棟單身職員宿舍則是昭和12年（1941年）完工。
2002年，專賣局官舍群中的所長官舍及單身職員宿舍由臺東縣政府登錄為臺東縣歷史建築，後在2003年由台灣菸酒公司移交財政部國有財產署後則無償撥用給臺東縣政府使用，後於2004年在規劃設立「臺東縣兒童故事館」，整體建築物修復工程於2007年8月竣工，並在同年12月開放民眾參觀。
2016年，由於兩棟建築受到尼伯特颱風重創影響，建物被大樹壓毀導致結構受損，縣政府因而緊急搭鋼棚架予以保護，也而導致兒童故事館閉館，建物也因無經費修復導致停用待修復狀態，文化部自2018年底接管建築並完成規劃設計，縣政府後則於2020年爭取經費，並於同年正式開工出張所宿舍修復工程，整體修復工事則於2022年初完工。

## 建築設計
專賣局臺東出張所宿舍當前共保存兩棟建築，其官舍依其頒佈之「臺灣總督府官舍建築標準」規定標準性，所長官舍判任「甲種官舍」等級，該建築為寄棟造屋頂、屋頂鋪設黑燻瓦，牆面為雨淋板。屋身以連續及獨立基礎架高，具有通風及排除濕氣功能。室內是由木構地板、木屋架、以及編竹夾泥牆所構成，建築面積為25坪。
單身宿舍與所長官舍具有相似主結構，其室內面積為32.33坪，居間共設三間以提供多人居住，該建築物不屬於任何官階的官舍等級。